# Andrew Odlyzko

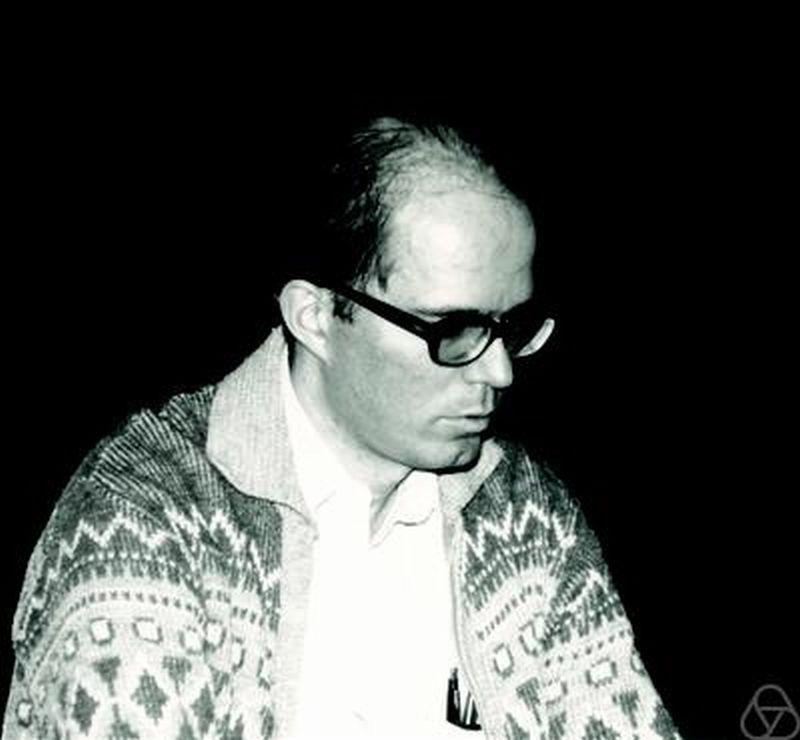
Odlyzko 1986

Andrew Michael Odlyzko (* 23. Juli 1949 in Tarnów, Polen) ist ein Mathematiker und ehemaliger Leiter der Abteilung „Mathematik der Kommunikations- und Computersysteme“ der AT&T Bell Laboratories in Murray Hill, New Jersey. Er ist zudem Professor für Mathematik an der School of Mathematics der University of Minnesota. Im Jahr 2001 wurde er Gründungsdirektor des interdisziplinären Digital Technology Center der University of Minnesota, das er neben weiteren Führungspositionen bis 2008 leitete.

## Leben und Wirken
Odlyzko studierte am Caltech (Masterabschluss 1971) und promovierte 1975 in Mathematik am Massachusetts Institute of Technology (MIT) in Cambridge bei Harold Stark (Lower Bounds for Discriminants of Number Fields). Danach arbeitete er bei den Bell Telephone Laboratories, vor allem in den Gebieten Komplexitätstheorie, Kryptographie, Zahlentheorie, Kombinatorik, Codierungstheorie, Analysis und Wahrscheinlichkeitstheorie.
1985 konnte er zusammen mit Herman te Riele die Mertenssche Vermutung widerlegen. Im gleichen Jahr verbesserte er mit Jeffrey Lagarias und Victor S. Miller das Meissel-Lehmersche Verfahren zur Berechnung der Primzahlanzahl {\displaystyle \pi (x)} und berechnete {\displaystyle \pi (10^{16})}. Ebenfalls mit Lagarias publizierte er 1987 ein analytisches Verfahren für {\displaystyle \pi (x)} mit der Bitkompliziertheit {\displaystyle {\mathcal {O}}(x^{{\frac {1}{2}}+\epsilon })}. Odlyzko arbeitete bei AT&T Bell Labs (später in AT&T Labs umbenannt) auch an der Erforschung der Nullstellen der Zeta-Funktion mit, nachdem er 1988 gemeinsam mit Arnold Schönhage ein sehr effizientes Verfahren zur simultanen Berechnung der Werte der Zeta-Funktion für äquidistante Argumente mittels schneller Fourier-Transformation entwickelt hatte. Mit der Hilfe leistungsstarker Rechner berechnete er bis zu {\displaystyle 10^{19}} Nullstellen und wertete ihre Abstände statistisch aus.
Odlyzko war eingeladener Vortragender auf dem ICM 1986 in Berkeley (New analytic algorithms in number theory). Im Jahr 2000 erhielt er die Ehrendoktorwürde der Universität Marne-La-Vallée. Er ist Fellow der American Mathematical Society.
Er ist Inhaber und Mitinhaber von 3 Patenten.
Seine Veröffentlichungen in den 1990er Jahren über Telekommunikationsnetzwerke, elektronisches Publizieren, elektronischen Handel, Ökonomie von Datennetzwerken usw. wurden beachtet, seine dort geäußerten Thesen stießen aber zum Teil auf Widerspruch. Gegenwärtig arbeitet er an einem Buch, das die Internet-Euphorie mit der britischen Eisenbahn-Finanzblase der 1840er Jahre vergleicht und Schlussfolgerungen für zukünftige Technologie-Ausbreitung untersucht.
Als Co-Autor von Paul Erdős ist seine Erdős-Zahl 1. Er veröffentlichte mehrere Arbeiten mit Erdös.